# Markovi Kuli

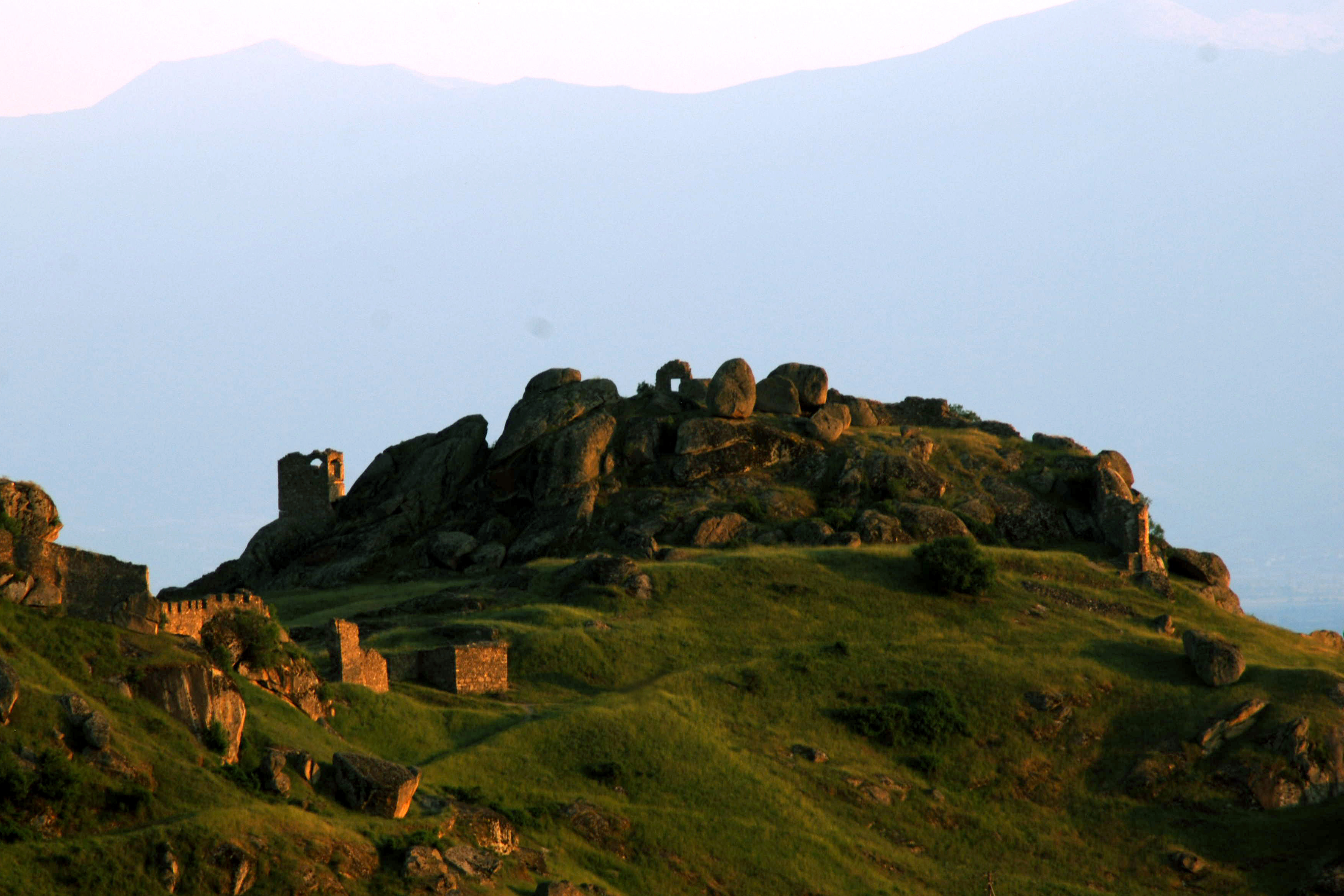
Widok na ruiny głównej cytadeli

Markovi Kuli – formacja geologiczna położona w Macedonii Północnej. Na jej terenie znajdują się średniowieczne wieże wybudowane przez królewicza Marko. Położone są na wzgórzu o wysokości ok. 140 m.
Według archeologów obszar ten był zamieszkały już od epoki brązu. W starożytności istniała tutaj niewielka osada – Keramija. W XIV wieku znajdował się tutaj pałac serbskiego władcy – Vukašina Mrnjavčevića. Po jego śmierci w 1371 roku wioska została ufortyfikowana. W 1395 roku osada została zajęta przez wojska osmańskie.
W 2004 roku formacja została wpisana na listę informacyjną UNESCO.

## Położenie

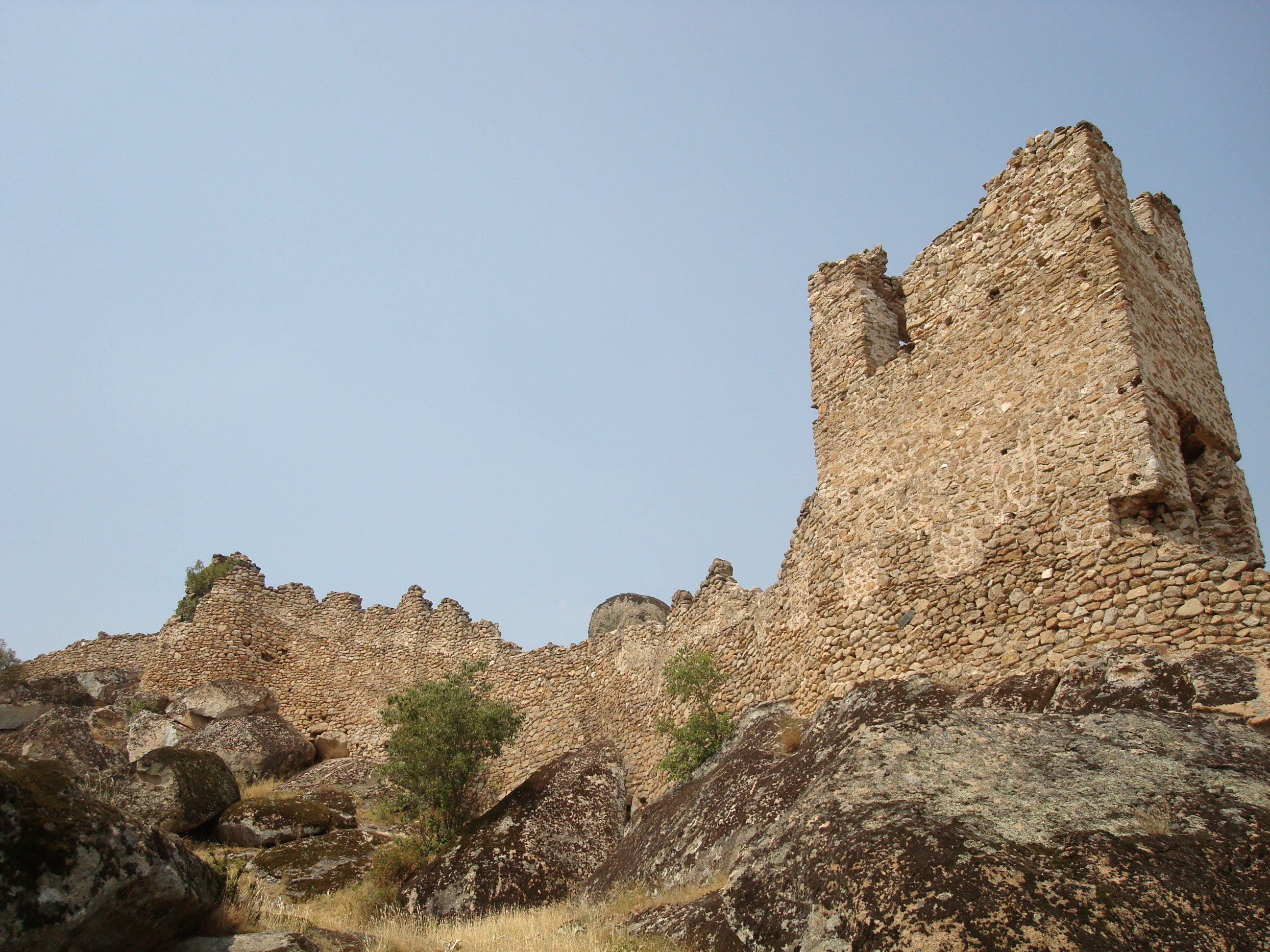
Ruiny wieży w Markovi Kuli

Markovi Kuli położone jest w pobliżu miasta Prilep, w gminie Prilep w Pelagonijskim regionie statystycznym.